# Épannes
Épannes – miejscowość i gmina we Francji, w regionie Nowa Akwitania, w departamencie Deux-Sèvres.
Według danych na rok 1990 gminę zamieszkiwało 538 osób, a gęstość zaludnienia wynosiła 67 osób/km² (wśród 1467 gmin regionu Poitou-Charentes Épannes plasuje się na 529. miejscu pod względem liczby ludności, natomiast pod względem powierzchni na miejscu 941.).